# Physiculus talarae
Physiculus talarae är en fiskart som beskrevs av Hildebrand och Barton, 1949. Physiculus talarae ingår i släktet Physiculus och familjen Moridae. IUCN kategoriserar arten globalt som livskraftig. Inga underarter finns listade i Catalogue of Life.